# NGC 945
NGC 945 is een balkspiraalstelsel in het sterrenbeeld Walvis. Het hemelobject werd op 28 november 1785 ontdekt door de Duits-Britse astronoom William Herschel.

## Synoniemen
- PGC 9426
- MCG -2-7-13
- IRAS02261-1045